# Washed Out
Ernest Greene (Perry, Georgia, 3 oktober 1982), beter bekend als Washed Out, is een Amerikaans singer-songwriter en muziekproducent. Zijn muziek wordt omschreven als chillwave of indie. Hij bracht in 2009 kort na elkaar zijn eerste twee ep's uit, gevolgd door de albums Within and Without in 2011 en Paracosm in 2013.

## Biografie
Ernest Greene werd geboren op 3 oktober 1982 in het stadje Perry in de Amerikaanse staat Georgia, alwaar hij ook zijn kindertijd doorbracht. Hij had al enige jaren onder andere namen muziek uitgebracht voordat hij de artiestennaam Washed Out aannam. Zo nam hij samen met de band Bedroom uit Columbia een aantal dancenummers op. Halverwege 2009 bracht het label Mexican Summer de debuut-ep van Washed Out, genaamd Life of Leisure, als digitale download uit. In september van datzelfde jaar werd de ep High Times door het label Mirror Universe in een gelimiteerde uitgave op cassette uitgebracht, gevolgd door een uitgave van Life of Leisure door Mexican Summer op vinyl.
In 2011 werd het nummer Feel It All Around uitgekozen als titelmuziek voor de Amerikaanse televisieserie Portlandia. In dat jaar tekende Washed Out bij het label Sub Pop en in juli verscheen zijn debuutalbum Within and Without, dat geproduceerd werd door Ben Allen. Na een lange albumtournee verhuisde Greene van Atlanta naar het platteland, in de buurt van Athens. In 2013 bracht hij zijn tweede album uit, getiteld Paracosm.
Greene is getrouwd met Blair Sexton.

## Discografie

### Studioalbums
- Within and Without (2011)
- Paracosm (2013)

### Ep's
- High Times (2009)
- Life of Leisure (2009)

### Singles
- You'll See It (2009)[3]
- Feel It All Around (2009)[4]
- Eyes Be Closed (2011)
- Amor Fati (2011)
- It All Feels Right (2013)
- Don't Give Up (2013)

- Gemeinsame Normdatei: 1231844752
- International Standard Name Identifier: 0000 0001 2246 8390
- Library of Congress Control Number: no2011105690
- MusicBrainz: 74a30f2a-dae6-4e99-8a75-cb0f93b31aa6
- Virtual International Authority File: 172221203
- WorldCat: E39PBJhRF6hykJJdT7cmH4XyBP